# Швейцарське плато
Швейцарське плато (фр. plateau suisse, нім. Schweizer Mittelland, англ. Swiss plateau) — плоскогір'я між горами Альпи і Юра в Швейцарії.
Довжина близько 240 км, ширина до 50 км, висота 400—500 м, окремі хребти Передальп — до 1 408 м (гора Напф). Моренні пагорби і кряжі, старольодовикові рівнини.
Найбільші озера: Женевське, Невшательське, Цюрихське. Букові і дубові ліси. Значна частина земель — сільськогосподарські угіддя.
На плато частково або повністю розташовано більшість кантонів Швейцарії. Повністю на плато розташовані кантони Женева, Тургау та Цюрих; більша частина кантонів Люцерн, Ааргау, Золотурн, Берн, Фрібур і Во лежить на плато; кантони Невшатель, Цуг, Швіц, Санкт-Галлен і Шаффгаузен також охоплюють невеликі частини плато.